# Acqua Tignese
L'Acqua Tignese est un ruisseau du département Haute-Corse de la région Corse et a son embouchure au nord du Cap Corse, dans la mer Ligure.

## Géographie

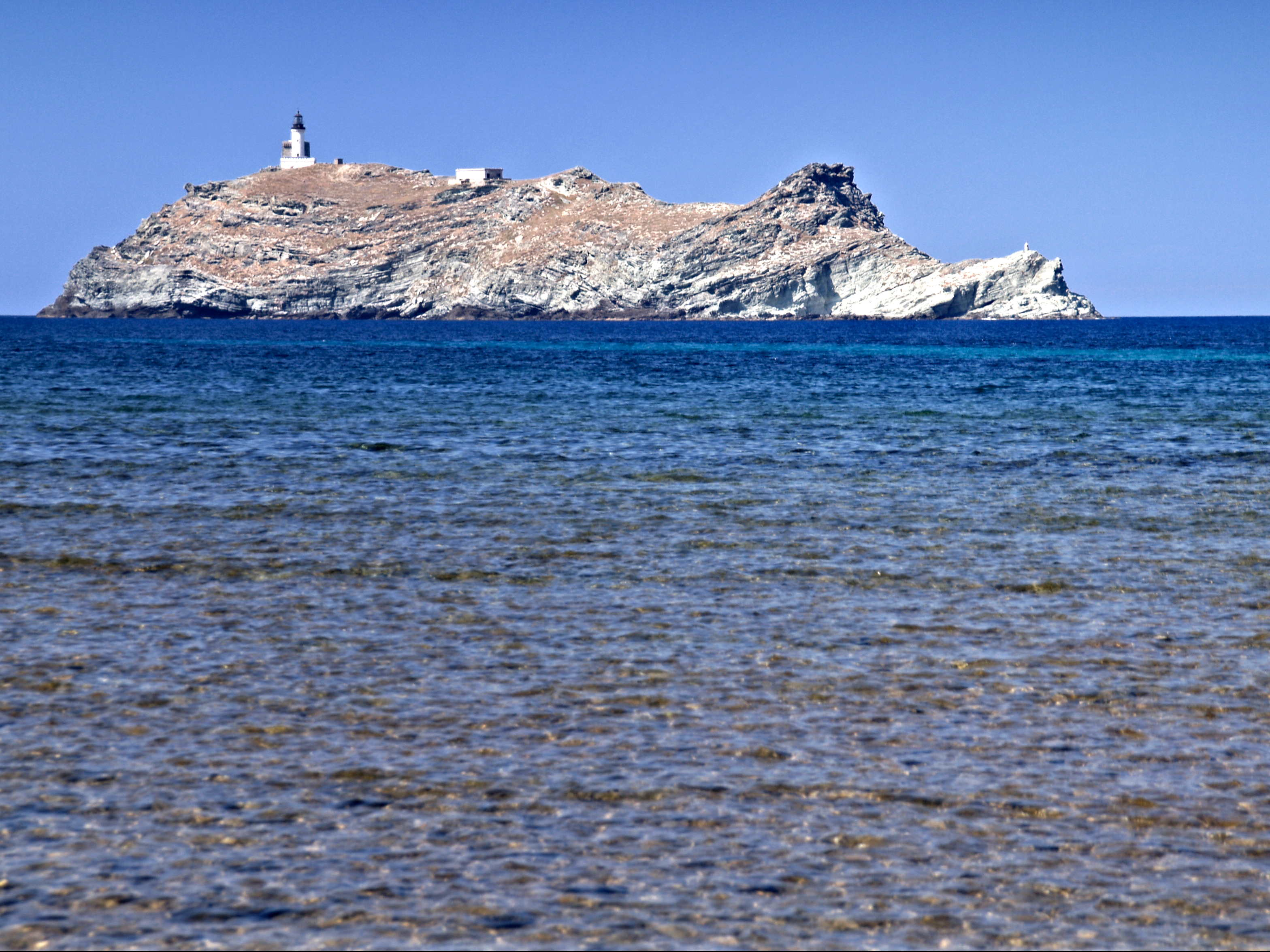
L'île de la Giraglia en face de l'embouchure au nord du Cap Corse

D'une longueur de 8,7 kilomètres, l'Acqua Tignese prend sa source sur la commune de Rogliano à l'altitude 500 mètres, à 200 mètres à l'ouest du Monte di e Castelle (602 m).
Il coule globalement du sud vers le nord du Cap Corse.
Il a son embouchure avec la mer Ligure entre les communes de Ersa et Rogliano, à l'altitude 0 mètre, entre le port de Barcaggio, à l'ouest et la plage de Cala, à l'est, juste en face de l'île de la Giraglia.
Les cours d'eau voisins sont au sud, le ruisseau de Luri.

### Communes et cantons traversés
Dans le seul département de la Haute-Corse, l'Acqua Tignese traverse quatre communes et un canton :
- dans le sens amont vers aval : (source) Rogliano, Morsiglia, Centuri, Ersa (embouchure).

Soit en termes de cantons, l'Acqua Tignese prend source, et a son embouchure dans le même canton de Capobianco, dans l'arrondissement de Bastia.

### Bassin versant
La superficie du bassin versant "Côtiers du ruisseau de Pietracorbara au Granaggilo inclus" est de 113 km2.

### Organisme gestionnaire
L'organisme gestionnaire est le Comité de bassin de Corse, depuis la loi corse du 22 janvier 2002.

## Affluent
L'Acqua Tignese n'a pas d'affluent référencé.

### Rang de Strahler
Le rang de Strahler est donc de un. 

## Hydrologie

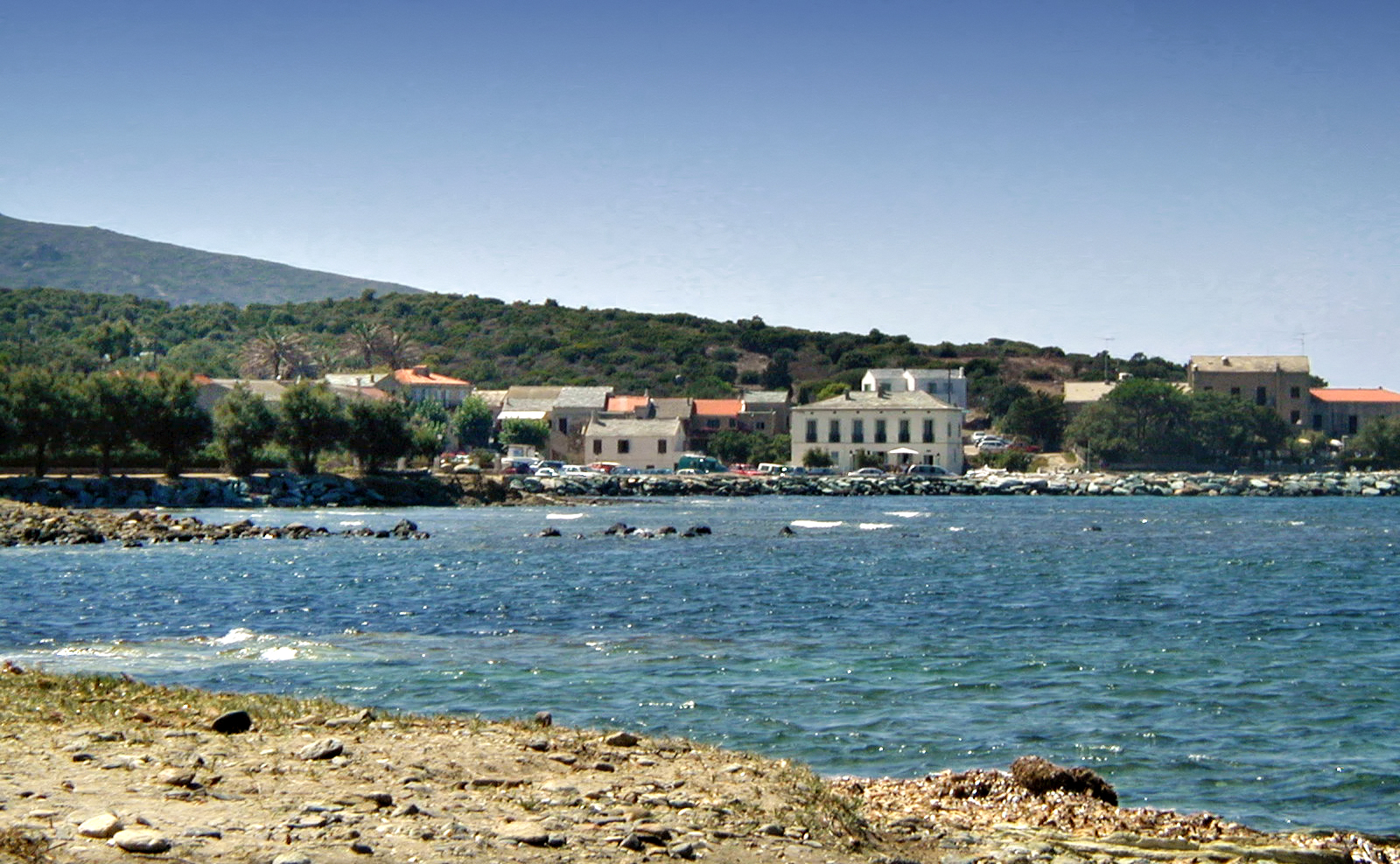
L'Acqua Tignese à son embouchure, près du port de Barcaggio (Ersa)

### L'Acqua Tignese à Ersa (station AEP)
Une station sur la commune d'Ersa, pour une altitude de 100 mètres et un bassin versant de 4,9 km2 a étudié son hydrologie de 1979 à 1999. Son module est de 0,032 m3/s. 

### Étiage ou basses eaux
À l'étiage, c'est-à-dire aux basses eaux, le VCN3, ou débit minimal du cours d'eau enregistré pendant trois jours consécutifs sur un mois, en cas de quinquennale sèche s'établit à 0,001 m3/s ou 1 l/s, ce qui est donc très faible.

### Crues
Sur cette courte période d'observation, le débit journalier maximal a été observé le 5 novembre 1993 pour 1,21 m3/s. Le débit instantané maximal a été observé le 5 novembre 1993 avec 12,21 m3/s en même temps que la hauteur maximale instantanée de 193 cm soit 1,93 m.
Le QIX 2 est de 1,8 m3/s, le QIX 5 est 3,6 m3/s, le QIX 10 est de 4,8 m3/s et le QIX 20 est de 5,9 m3/s.

### Lame d'eau et débit spécifique
La lame d'eau écoulée dans cette partie du bassin versant de la rivière est de 205 millimètres annuellement, ce qui inférieur d'un tiers à la moyenne en France, à 300 mm/an. Le débit spécifique (Qsp) atteint 6,5 litres par seconde et par kilomètre carré de bassin.

## Aménagements

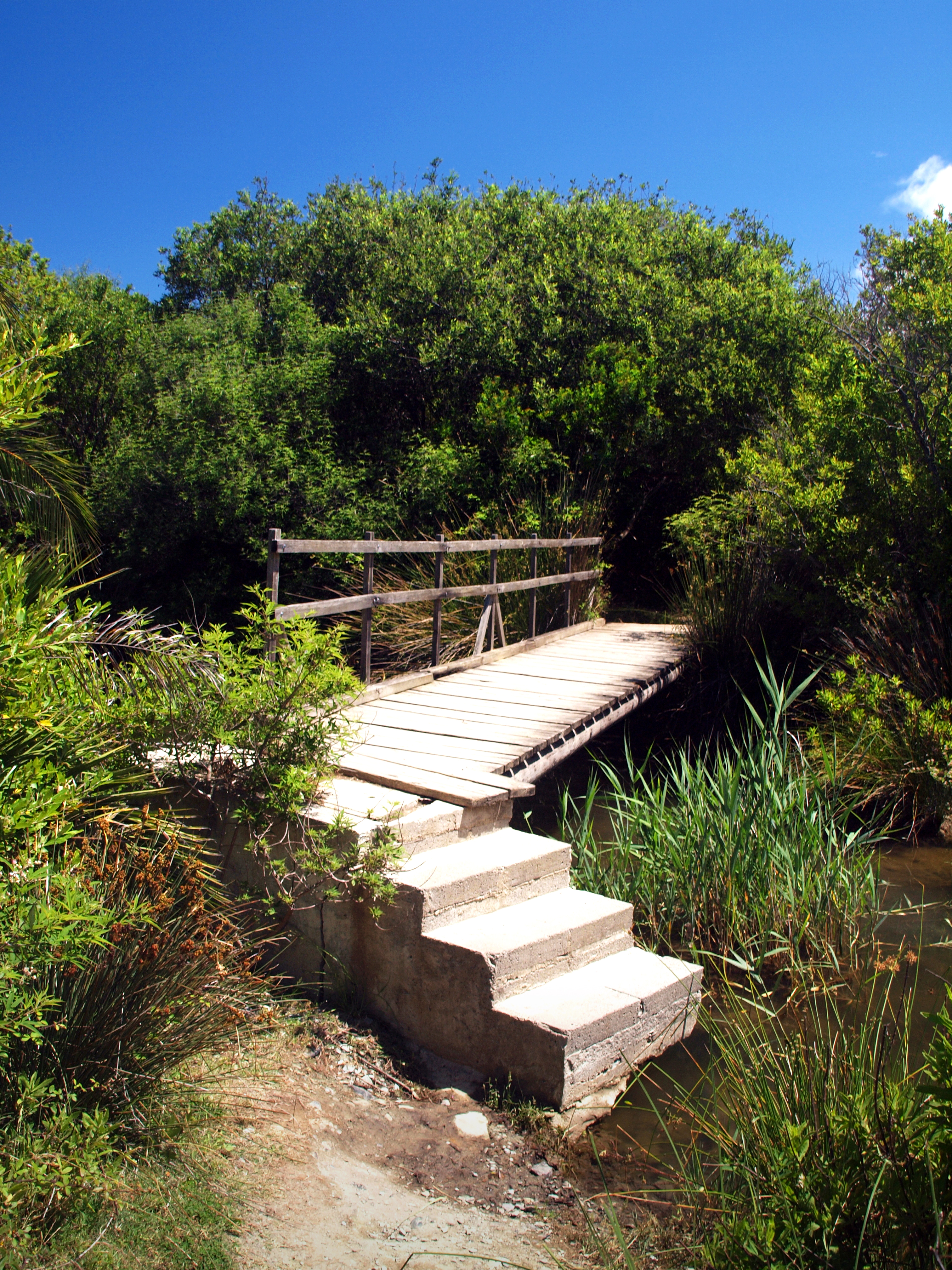
Passerelle près de l'embouchure

Depuis 1979 courait le projet de construction d'un barrage sur l'Acqua Tignese.
Les problèmes hydrauliques des communes de la partie nord du Cap Corse étant de plus en plus préoccupants, le 21 juillet 1988, l'Assemblée de Corse adopte la motion relative à l'exécution du barrage d'Acqua Tignese.
L'Acqua Tignese, « une rivière méditerranéenne non perturbée (c’est dans l’Acqua Tignese que vit l’euprocte corse, en serait-il ainsi si le barrage avait été construit ?) ».
Une passerelle construite à une cinquantaine de mètres de l'embouchure, permet le franchissement du cours d'eau par les randonneurs du sentier des douaniers et par les visiteurs se rendant à la plage de Cala.

## Écologie

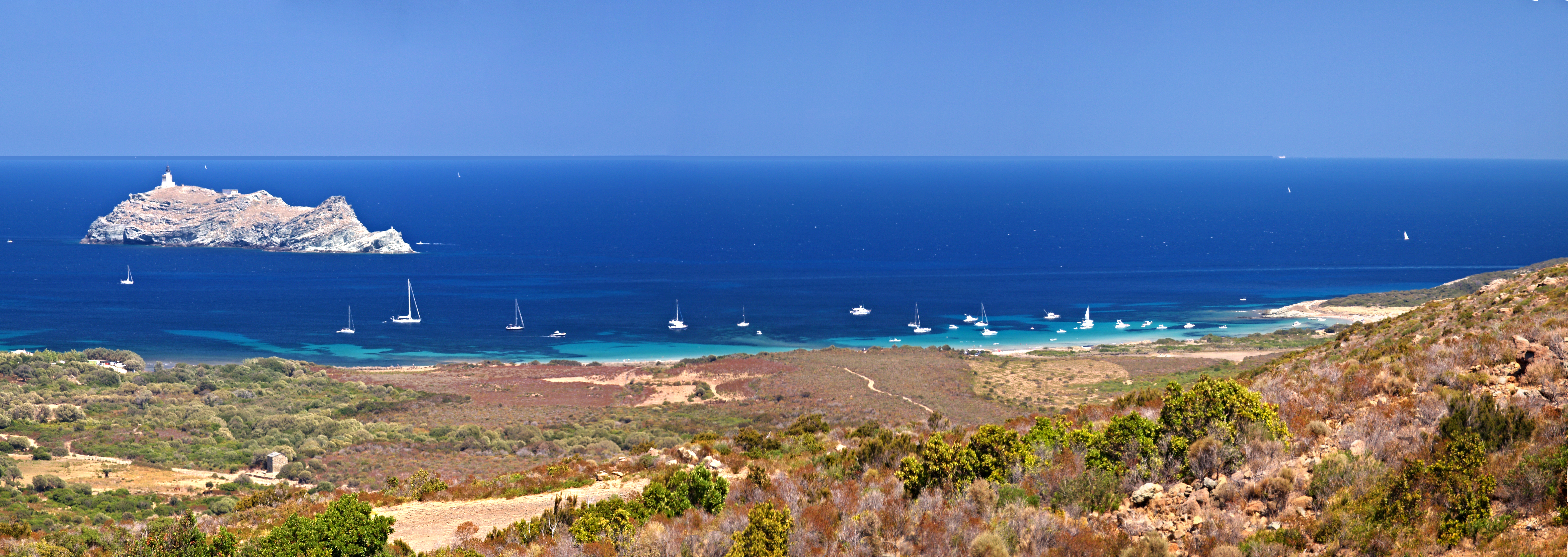
la plage de Cala sur la commune de Rogliano

Le site de la Pointe du Cap Corse du Conservatoire du littoral, géré par l'Association Finocchiarola-Pointe du Cap Corse, jouxte une bonne partie du bas cours de l'Acqua Tignese, notamment près de son embouchure.

### Faune
Dans les eaux stagnantes, saumâtres et salées du ruisseau proches de son embouchure, on note la présence de nombreuses espèces animales protégées, des amphibiens des groupes des anoures (dépourvus de queue) et des urodèles (avec queue) : la salamandre de Corse (U cadellu montaninu) marginalement présent sur le littoral, et l'euprocte de Corse (U vechjottu, A tarentella) qui sont endémiques, le discoglosse sarde (A variulata) et la rainette sarde (A ranuchjella) endémisme Corso-sarde-Capraia et Elbe, la grenouille de Berger (A ranochja) qui est en expansion à la Pointe du Cap (des marais estuariens où elle était cantonnée, elle a colonisé le cours supérieur des ruisseaux), enfin le crapaud vert (U rospu) de l'Ouest-méditerranéen qui vit surtout sur le littoral, dans les marais et flaques d’arrière-dune.
L'euprocte de Corse vit dans l’Acqua Tignese où les adultes et les larves se réfugient dans les vasques en période sèche.

### Flore
Quelques-unes des vingt-et-une plantes rares menacées ou endémiques sont présentes dans la lagune de Barcaggio et à l'embouchure de l'Acqua Tignese :
- Lippia nodiflora : une seule localité en France, la lagune de Barcaggio
- Cressa cretica très menacée en France continentale, vulnérable en Corse : lagune de Barcaggio
- Vitex agnus-castus ou le gattilier pousse à l'embouchure des ruisseaux. Il est en forte régression en France continentale. L'embouchure de l'Acqua Tignese est l'un des 3 plus beaux peuplements de l'île